# Николай Шелехов
Николай (светско име Георгий Николаевич Шелехов; 16.04.1912, Варшава – 28.11.1981, Монреал) е йеромонах и иконописец в Руската православна църква зад граница.
Живял е и работил в България от 1931 – 1932 г. до 1967 г., реемигрирал в Германия през 1967 г. и в Канада през 1975 г. Потомък е на Григорий Шелихов, изследовател на п-в Аляска. Родът на предците му Шелехови живее в град Рилск, Курска област, където домовете им са сред забележителностите, а местното предание разказва за древна почит към преп. Йоан Рилски и присъствие на български монаси и мощи на покровителя на България. Негов син и ученик е Александър Шелехов, който днес работи и живее в Канада.

## Биография
Шелехов е роден във Варшава, Полско царство, Руска империя в семейство на богат руски търговец от дворянски род и германка. Завършва класическа гимназия.

### Емигрант в България
1930-1940
На 19 ноември 1932 г. приема монашество с името Николай, а по-късно и свещен сан от своя духовен наставник руския архиепископ Серафим Соболев в храм „Свети Николай“ в София. Следва в Богословския факултет на Софийския университет (1932 – 1936), прекъсва по болест и работи като секретар (иконом и домакин) на владика Серафим и от него получава благословение за иконопис. Първите 2 икони – на св. Трифон и св. Пантелеймон, Шелехов изписва след наставления по живопис и иконопис от руски художник. През 1938 – 1939 г. Шелехов се обучава за няколко месеца в Сърбия в манастира Раковица при иконописеца Пимен Максимович Софронов, ученик на бележития старообредчески иконописец Гавриил Ефимович Фролов. Както отбелязва изследователят на руското присъствие в балканската иконопис В. И. Косик, по благословението на сръбския патриарх Варнава школата на Софронов съществува от 1934 до 1937 г. В записките си Шелехов описва обучението в ателието на Софронов като няколкомесечен престой през 1939 г. след проведения преди това там 1934 – 1937 г. практически и теоретичен курс, който има за цел да върне балканската иконопис към нейните древни традиции. Шелехов има възможност да се запознае с изящните образци на сръбската късносредновековна стенопис във време, когато познатите ни и достъпни днес иконописни паметници още не са разкрити, реставрирани и експонирани в църквите и музеите и тепърва се появяват в литературата. Във встъпителната си лекция от курса по технология на иконописта, който води през пролетта на 1952 г. в Духовната академия, Шелехов споменава за своите проучвания на древни руски ръкописи и редки издания в основания през 1938 филиал на Археологическия институт „Кондаков", където посещава лекциите на професорите Н. Тол и Дмитрий Расовски, които подпомагат работата му в библиотеката, за да обогати познанията си по иконопис.
1940-1950
След завръщането си в България Шелехов работи неуморно около десетилетие, за да развие своя талант и да обогати църквите с хубави образи и затова биографията му почти не отразява този период, а в литературата се срещат само отделни сведения – напр. през 1945 г. дарява на манастир „Св. Мина“ в София – кв. Обрадовци, чудотворната икона на светеца, но в литературата тя се приписва и на други руски иконописци работили у нас. През 1945 – 1946 г. Шелехов изписва манастирския храм на Кокалянския манастир „Св. Архангел Михаил“; иконостасът на гробищния параклис „Успение Богородично“ в този манастир е приспособен от параклис посветен на св. Серафим Саровски. Иконостасът в храм „Покров Богородичен“ на едноименния Княжевски манастир е изработен при основаването на обителта през 1949 г. в къща в центъра на София на ул. „6 септември“ №51 и е бил поставен в коридора отдясно до стаята с балкон към двора по заръка на св. Серафим. Към този иконостас изграден в есенни багри през 1951 г. отстрани е добавена патронната Покровска икона, където св. Серафим Софийски за пръв път е изобразен в лика на праведниците след кончината си, отначало с бяло було, сред висшия клир, което при реставрацията е променено на тъмносин монашески кукол. Иконите в княжевския параклис са поставени леко настрани за да се поберат напречно на сградата, а о т северната им страна е добавена икона на воронежи светии. Иконографсакта програма на иконостаса е изградена от светиите почитани най-много по традиция в обителта като сред царските икони не е поставен св. Йоан Кръстител. Същият иконостас е репродуциран в храм св. Илия в Плевен и Успение Богородично в София, където оригиналният син фон е заменен с бежов. Фотографии на иконостаса се откирват в Гугъл + профили на манастира, а малки и качествени репрродукции се намират в книжарниците на обителта. Може да се търси известно сходство с проскинитария на Митрополитския дом в Благоевград.
1950-1960
В хода на историята на руските църковни общини в България, въпреки честите промени до 10 ноември 1952 г., когато руските храмове и манастири стават отговорност БПЦ, може да се предположи, че йеромонах Николай служи и иконописва предимно в белоемигрантските и българските църковни среди; но в същото време, още отначало неговите икони излизат извън страната и стават част от световното културно наследство, а впоследствие е възможно творбите му за частни лица по света да се окажат много повече, отколкото за храмове и енорияши на диаспората. Военните времена и обществените промени, които са предизивкателство за мнозина духовни лица и вярващи засилват тази тенденция в неговото творчество и трайно го извеждат на световната културна и църковна сцена, където той преуспява не по-малко от България. От един кратък руски репортаж по повод на негова изложба в Германия, разбираме че реемиграцията, която може да се тълкува от икономическа гледна точка, за руското емигрантско духовенство и вярващ народ всъщност е продиктувана от свободата на православно вероизповедание в западни условия – Шелехов споменава, че в България е много по-трудно да възпита сина си като християнин. Когато в наши дни историческите обстоятелства на тези времена се разкриват все повече, става ясно, че при масовото изтласкване на религиозния живот от обществената сфера и преследването на вярата дори в частния живот, реализацията на Шелехов като иконописец в българската православна църква е значително и удивително явление, което не се дължи само на руския му произход и желанието на властите да музеифицират църквата.
През 1952 г. Шелехов е поканен от Светия Синод на БПЦ да води курс по иконопис в Духовната академия и от тогавашния Старозагорски митрополит Климент – да изпълни като демонстрация иконостаса на параклиса „Св. Теодор Тирон“ при Аязмото в Стара Загора. Идеята на обучението е да се създаде синодална иконописна работилница. Записките от този курс по технология на византийската иконопис, започнал на 25 февруари и обхванал 15 лекции (въведение, стил, дъска, грунд, канон, рисунка, анатомия, подготовка за позлатяване, позлата, приготвяне на темпера, нанасяне на цветове, рисуване на дрехите, изписване, фиксиране, колорит) издадени десетилетие по-късно на циклостил, се разпространяват и до днес между иконописците и на антикварния книжен пазар в България като ценно пособие (в повечето случаи без споменатите в тях схеми, без встъпителната лекция, съдържанието и библиографията). Приложените схеми на лице и фигура дават ясна представа за принципите на структурно изграждане на човешкото тяло в монументални пропорции, които е възприел, доразвил и спазва Шелехов и които обяснява в своето ръководство. Не по-малко ценни са присъстващите в този текст теоретични изяснения на същината на православната иконопис, които извират от живия духовен опит на църквата и някои нюанси в тях са смирен личен приноси – новост в специализираната духовна и художествена литература по иконопис. Според наблюденията на паметниците, може да се каже, че голяма част от наставленията и иконописните образи на Шелехов остават ненадминати от съвременните познавачи на възродената византийска иконопис, но тази теза може да се потвърди едва след въвеждане на достъпната инфрмация и документация в научно обръщение чрез издаването на биография, албум и преиздаването на учебника на български, руски и английски език със съдействието на Александър Шелехов, който единствен би могъл да добави необходимите пояснения и уточнения за постиженията на своя баща и учител през годините.
От 1953 г. до 1960 – 1961 Шелехов работи в Рилския манастир, където създава ателие и изпълнява множество поръчки от цялата страна. Негови икони красят и до днес гостната и игуменарницата на манастира, а стенописите му – църквата „Св. Теодосий" зографисана през 1956 г.и реставрирани през 2016 по време на лятната практика на студентите по реставрация. През 1953 г. Шелехов изписва икона на св. Крал Милутин, която днес се намира пред новата резбована рака с мощите на светеца в катедралния столичен храм „Вмчца Неделя“. Рилската колекция икони на българските светии, които не са напълно идентични с образите от двете големи икони Събор на всички светии просияли в България" и днес вече се появяват в учебниците по Религия. Наред с моделите за образите на българските светии, които през годините се появяват и като отделнии икони и се тиражират, както напимер лика на свети Теодосий, Шелехов създава редица отделни образци на икони дарявани на високи официални гости, за които авторството му понякога се споменава, а понякога специфичния му стил и познаването на творчеството му са достатъчен ориентир негови творби да се открият в църковни музеи, както например няколко диптиха и иконописен детайл в ЦИАМ, в други обществени и частни сбирки, като частно притежание на духовни лица и като репродукции на календари и в списания, както например в изданието Икона на немския музей на иконописта, в българското списание Православно слово и в уебсайта, храмовете и изданията на БПСЦ. През 70-те Шелехов дарява на Княжевски манастир техника и консумативи за печат, както и материали за иконопис като внасянето им в страната в период на ограничения и контрол става при условия да се субсидират и други качествени издания на иконописни репродукции. Творба на Шелехов в съвременен академичен иконописен стил е иконата в цял ръст на света Варвара в храм Преображение Господне в София, вероятно изработена при даряването на частица мощи в края на 50-те години.
Като духовник и иконописец Н. Шелехов се отличава с висок духовен ръст и изключителен художествен талант и работоспособност. Към този период, през 1954 г. се отнася изящната му стенопис в руската църква „Св. Николай“ в София – Криптата с мощите на св. Серафим изписана в преобладаващо студен колорит в израз на синовните чувства на Шелехов към своя духовен наставник и покровител. През 1954 г. Шелехов стенописва олтарната част, където изобразява на тавана Богородица с Младенеца сред ангели, по стената над цокъла и надписа с Христовите думи за кръстоносенето, от север на запад – св. Николай, св. Йоан Рилски с акатиста написан от св. Серафим Соболев, св. Серафим Саровски, св. Александър Невски, Разпятие на южната стена, Св. Троица на югозападната стена, Възкресение с Мироносиците на северозападната стена и Опело на северната, Благовещението от източната страна на преградната стена. Почти навсякъде изящният Шелехов стил, определян от някои автори като експресивен, но с елементи на късен сецесион е видим (въпреки че един автор погрешка приписва част от стенописите на Ростовцев). Частична работа по стените на криптата през 1982 г. – вероятно северната и източната стена – отбелязва иконописецът-богослов Ангел Радушев, работещ в традициите на Шелехов (откриваме сходство в иконографските решения в храм Свети Дух в кв. Надежда),10 г. сътрудник на Ростовцев и близък до княжевската иконописна школа. За останалите стенописи в горния храм и обновяването им след бомбардировките има ясно упоменати други автори и реставратори в литературата, но предвид историческия период, при обновяването е възможно да е участвал и Шелехов, както допускат някои автори. В реставрацията от НИПК през 1976 – 1977 под ръководството на Баева, участва Елисавета Кръстева Йовович, по-късно реставратор в НИМ, която още като студентка работи и с Радушев. По това време все още са запазени облаците разделящи земния от небесния свят, тъй като в основата на подапсидната композиция живописта е силно увредена от влагата в основите на църквата и през 1986 се поставя мраморния цокъл. В края на второто десетилетие на ХI в. стенописите отново са почистени, укрепени и реставрирани от екип обновил целия храм под ръководството на доц. Стефан Белишки, включително студенти.
През 1958 г. Църковен вестник упоменава триптих изписан от Шелехов и негов сътрудник от манастирското ателие и няколко такива негови произведения и от 60-те днес могат да се видят в ЦИАМ като дарове поднесени на патриарх Кирил. Една от тези композиции представя Неръкотворния образ, български светии и Богородица. През тези години, след пожара на 7 септември 1958 г. в църквата Успение Богородично в Банско, Шелехов реставрира повредените икони и надрисува или добавя четири от тях в притвора, където стилът му е ясно разпознаваем, а работата му се споменава в сивдетелството му за иконописец, наред с иконостаса на параклиса Достойно ест в Илиенски манастир в Дървеница, днес кв. Младост, където храмовата икона е от 1959 г., останалите от 1960 г. Иконите са изпълнени на картон закован за дъска, която изгражда иконостаса, защитен от плексиглас, а колоритът и изяществото на иконописта е показателно за високото ниво на художника. Подписването и датирането е вписано със златни букви на страната книгата на иконата на Христос и в орнаменталната украса на храмовата икона. Двете странични икони са на тримата водещи български просветители и св. Йоан Рилски, събрани по двама на едно изобразително поле.
1960-1970
Дело на Шелехов през 60-те години е празничният ред на съществувалия до 1994 иконостас на храм Св. Пантелеймон в кв. Княжево (заснет от фотографа Николай Трейман). Шелехов изписва иконостасните икони в обновената на 10 ноември 1960 г. църква „Св. Марина“ в с. Илинденци – царски и апостолски ред с Тайната вечеря в центъра, а вероятно и икона на архиерейския трон. Стенописите в храма на Клисурския манастир „Св. Петка“ издигнат отново през този период и за които след загубата на манастирските архиви е известно само, че са рисувани от руски монах, напомнят на стила на Шелехов, но отстъпват на достигнатото по-късно високо художествено майсторство и вероятно са от друг автор, работил също и в църквата в с. Вердикал и съвместно с Малецки по горните редове на старите и вече отчасти подменени иконостаси в Бистрица, за които се предполага, че са дело на местния свещеник, негов ученик и оттам повлиян от неговия стил или са твърде надрисувани. Сред учениците от курса на Шелехов, вероятно е рилския монах Доситей, зографът Димитър Бакалски и презвитера Павлинка Дидова, която е автор на апостолския ред на иконостаса в храм св. Андрей в столицата. В олтара на църквата св. апостоли Петър и Павел е започнат стенопис, който вероятно е изпълнен от монахиня, ученичка на Шелехов, тъй като се забелязва сходство с неговия иконографския подход, прецизност на стила и схеми срещащи се при други непосредствени ученици на представители на княжевската школа или зографи от духовната общност свързана с тях.
Присъствието на талантливия руски рилски йеромонах-иконописец отбелязва архимандрит Климент Рилец в спомените си от 1957 г., а през 1961 г., когато се подготвя закриването на братството на манастира но в литературата не се споменава за застреляните на една от вратите на манастира монаси в присъствие на иконописеца, нито за причините довели до това и Шелехов като мнозина духовници и богослови по това време да остави свещения сан и монашеските обети, за да създаде семейство с Лиляна Вълкова, а година след венчанието да има и син. Но той запазва името си и църковното си иконописно призвание, както и близостта си с църквата и впоследствие споделя за желанието да възпита детето си като християнин. Трудността и деликатността на тълкуването на тези противоречиви обстоятелства днес е причина у нас да изостава проучването на ценните духовни и културни постижения на български и руски клир от миналия век. Например, иконописецът Николай Ростовцев, който също е руски емигрант, но мирянин, български възпитаник, автор и на светски произведения и на близо тридесет стенописни църковни ансамбъла у нас, до днес е обект само на едно проучване; наследниците му редовно организират изложби с неговите проекти и творби, прожектира се биографичен филм, а паметната плоча при дома му и издаването на биографичен албум са все още в проект. За Шелехов до съставянето на този справочен материал през 2015 и непрекънатото му допълване, у нас се споменава съвсем малко, въпреки документирания в литературата пиетет към неговото иконописно наследство и живите спомени на хора, които познават него и творбите му. А освен, че иконописта му е органична част от църковния живот у нас и по света, в храмове, обители и домове, до нас достигат: лекциите му, които са и жива проповед към иконописците, записките от послушническите му наставления от св. Серафим, които сякаш се отнасят и до съвременните вярващи и монашестващи, и мълчаливата проповед на иконописта на поколения последователи на Шелехов.
През 1962 г. Шелехов посещава Москва – Третьяковската галерия и Музея на Андрей Рубльов – за няколко месеца и съприкосновението му с паметниците на древната руска иконопис оказва голямо влияние на неговото творчество като засилва още повече автентичното излъчване на неговите икони и дори го притегля да обмисля завръщане в родната земя. До 1967 г., когато реемигрира, както повечето интелектуалци, творци и духовници-белоемигранти – поради трудните условия в България, Шелехов работи в свое ателие в София, живее в близост до Паметника на Васил Левски, но също така създава и подкрепя до края на живота си школата по иконопис при девическия манастир „Покров Богородичен“ в кв. Княжево. След реемигрирането си той не прекъсва сътрудничеството си с обителта, където църковните изкуства са приоритет още от основаването; известна е помощта му при издателска дейност в България свързана с качествен печат и репродуциране, която е оказвана чрез сестричеството и за издания на български икони. Стенописът на външната стена на апсидата на Покровския параклис в Княжевския манастир, изграден по образеца на ктиторско мозаечно изображение от св. София, представящ Пресвета Богородица в цял ръст (в мастилено светлосини одежди изградени на основата на санкир) с Младенеца и увенчана от два архангела с елементи от пейзаж в горната част на източната стена, вероятно е направен при завършване на Покровския корпус в манастира през 1957 г., както и изображението в арковидното пространство над северния вход или са изпълнени по-късно от манастирската иконописна школа. За няколкото външни стенописа (на св. Никола с латински надписи и св. Антоний) по стените на килиите на духовниците е известно, че са дело на гостуваща, вероятно в края на 50-те румънска монахиня Юстина, а св. Пантелеймон е нарисуван за друго място в манастира после пренесен там, но се забелязва сходство с дарената от манастира икона в храм св. Пантелеймон.
В Покровския манастирски храм-параклис, осветен като църква едва в наши дни е иконостасът изписан от Шелехов за първоначалната сграда на манастира на втория етаж на къща на ул. „6 септември“ 51 в София. С този иконостас, параклисът изглежда като посветен на св. Николай – неговият образ е на мястото на патронната икона, а вместо св. Йоан Кръстител стои образа на св. Серафим Саровски; царските икони на архангелите на по-светъл фон от облаци, изглежда че отсъстват от първия вариант на иконостаса, въпреки че конструкцията му е почти идентична; в Княжевския параклис отстрани са добавени иконите на Покров Богородичен от южната страна и на двама особено почитани руски светци – от север; умалено копие на този иконостас с променен фон на иконите, без св. архангели и с добавена още една патронна икона – на св. Серафим Соболев с храма в ръка, днес има в параклиса на св. Серафим Софийски в църквата „Успение Богородично“ в кв. Манастирски ливади. В църквата на св. Лука в манастира има патронна икона в притвора от север, която е стояла пред южния клирос на източната стена до стария иконостас; новият вече е дело на манастирското ателие и е изграден след връщането и преустройството на храма, а датировката от свещниците и имената на дарителите е възможно да съвпадат.
През последния етап от българския период в своето иконописно творчество, Шелехов изписва четири църкви и два гробищни параклиса, единият от които е Криптата, но другият не е посочен в литературата. През 1963 г. изписва софийската църква „Възкресение Христово“ в кв. „Красна поляна“, където създава няколко десетки монументални светийски образи – в цял ръст по стълбовете и почти кавалетни допоясни стенописни образи – в западната част на наоса, без купола изграден по-късно и стенописа на мястото на зазиданата впоследствие южна врата добавен при реставрацията от Гълъб Гълъбов в края на 90-те. През 1964 – 1967 г.  Шелехов изписва храм „Вмчк Георги Победоносец“ в гр. Сандански  – най-мащабния му и, може да се каже академичен стенописен ансамбъл. През 1967 г. стенописва централната част на софийския храм „Вмчк Димитрий Солунски“ днес реставрирана също от НХА – полукупола и страничните галерии с два реда светии и няколко композиции в мек и топъл колорит. Иконостаси на Шелехов има в Митрополитския дом на Неврокопска митрополия в Благоевград (седалището на митрополита се мести и в Гоце Делчев), в църквата „Св. Преображение Господне“ в старите гробища на Благоевград (която вероятно се има предвид при изброяването на стенописите му, въпреки че е малко вероятно колоритните изображения отвън да са на Н. Ш.) и в храма „Св. Марина“ в с. Илинденци, Санданско, където вече се наблюдават късните типажи повлияни от българската среда, както и в храма св. Димитър. Шелехов е канен често да работи в епархията от митрополит Пимен Неврокипски (Енев) (1906 – 1999), който уважава неговото творчество. Известна икона на Шелехов е многофигуралната композиция „Събор на всички български светии“  в два варианта и този с пейзаж от Рилския манастир отпечатан върху корицата на книгата с акатист или служба във връзка с учредяването на празника през 1954 г. и първата служба в храм „Св. Седмочисленици“ в София, където тогава южния олтар е посветен на българските светии, а църквата – преустроената Черна джамия – е обявена за паметник на културата. Едната икона, макар и под арковидна рамка, която скрива част от сонмовете светии, днес краси игуменарницата на Рилски манастир, а другата е репродуцирана в малък размер на аналой в Св. Седмочисленици. Във връзка с традицията еп. Партений Левкийски да служи в софийския храм „Св. св. Кирил и Методий“ на всеки празник на български светец или светица и на общия празник – откриваме иконата на един от южните киоти , където е подписана по диагонал в долния десен ъгъл с червено с инициали IНШ и дата 1953 г. със същия шрифт, с който са надписите на чиновете светии. Тази икона не пресъздава сонмовете в далечината, а като първа изработена за няколко месеца за чина на прославата, с дарения на енориаши от храма св. Спас, обхваща 82 светии, както отбелязва репортажа в новогодишния брой на Църковен вестник за 1954 г. По това време има различно виждане за някои персонажи от сонма на българските Божии угодници, светитие просияли на българска земя, както е надписана иконата. По тази причина, напр. преп Петка е изобразена веднъж като Търновска и веднъж като Българска, вероятно поради това, че в Русия и Гърция се почитат други светици с това име и дори богослов като Шелехов не е могъл да определи с категоричност светийските ликове. Забележителен е българският пейзаж в центъра на иконата, който отговаря на изискванията на стилана социалистическия реализъм като ни представя стадо овце, пастир и къщи, без още да е известно по каква причина, но вероятно и под влияние на възрожденските пейзажи в иконописта.
Други икони са: „Св. Симеон Самоковски“, св. Йоан Рилски в цял ръст в храм Покров Богродичен и подписаната от Шелехов с два бели инициала, може би най-добрата творба на художника, изпълнена на платно и днес реставрирана икона на архиерейския трон в храм „Св. Георги“ в кв. Горубляне в София, където се пазят още и: две икони на архангели в цял ръст, в пастелни цветове и тържествени одежди, на син фон в горната си част преливащ към бледозелено и облаци – в долната, предназначени първоначално за вратите на иконостаса при обновяването и дострояването на стария храм между 1948 г. и събарянето му през 1972 (но преди отпътуването на Шелехов през 1967 г.), както и неголям, но много красив Деисис, който известно време след 1990 г. стои в притвора над красните двери. Икона на Шелехов се намира до кивота с мощите на свети Крал Стефан Милутин в катедралния столичен храм „Света Неделя“.

### Емигрант на запад
Зографът Николай Шелехов не остава значителен автор само в България, но следва общата тенденция на руската и социалстическа мобилност и реемигрира на запад, като творчеството му принадлежи на няколко славянски култури, на скандинавската и презокеанската, докъдето простира реализацията на своя голям талант и работоспособността си и предава своята мисия на своя син и ученик Александър, който днес твори в Канада.
Германия
След 1967 г. – вече в Германия (в литературата неправилно се посочва, че първо живее и работи в Донаурис в Донаувьорт, Швабия, Бавария), отначало в Баден-Вюртемберг в Оксенхаузен, а от 1968 до 1975 – в Биберах ан дер Рис в Баден Вюртемберг – Шелехов веднага получава високо международно признание и изписва иконостасите на църквата „Препмчца Евгения“ и още един храм в Саарбрюкен (1970), на катедралния храм „Св. Николай“ в Мюнхен (1971), иконостаса и аналойните икони за църквата „Св. Николай“ в Щутгарт (1972 – 1973), а вероятно и големите икони по стените. В Германия Шелехов прави изложби (Мюнхен – Народен музей 1970 – 60 икони, а Руският фонд за наука, опазване на паметниците и благотворителност неведнъж издава календари с неговите икони.
Канада
През 1975 г., вече болен, реемигрира и работи в Канада, където умира на 69 год. в Монреал, провинция Квебек на 28 ноември 1981 г. Неговото дело е продължено от сина му. Ученик на Шелехов в подворието на руската църква в Монреал за кратко е Йосиф Муньос, който донася в България преди около 2 десетилетия Монреалската чудотворна икона, изписана в скит на Света гора.

## Иконописна школа
Стиловото влияние на Шелехов се забелязва най-често при следване на неговите образци на български светии от споменатата многофигурална иконна композиция, както и в отделни детайли при стенописни ансамбли, напр. в споменатия стар храм на Клисурски манастир „Св. Петка“, скит, който в средата на 20 в. приютява малко руско сестричество и в близката църква в квартал Вердикал. В творчеството на Ангел Радушев, напр. в църквата „Св. Дух“ в кв. „Надежда“, откриваме влияние от стилизацията при стенописите в храма „Възкресение“ – в образа на св. Злата, в херувимите и серафимите в св. олтар, а от композициите в Сандански – Въведението с образа на Богородица вероятно е повлияло на разработката на същия сюжет, въпреки специфичните типажи и композиционни похвати на двамата автори. Предстои да се проследи това влияние на Шелехов след постепенно документиране, датиране и анализ на неговите многочислени иконописни произведения разпръснати из страната и по света.
Цялостното художествено наследство на Н. Шелехов все още не е добре проучено. Неговият житейски и творчески път може условно да се раздели на няколоко периода или десетилетия – от раждането до имигрирането в България, богословското образование и църковно призвание до първите му стъпки в иконописта, ранният период и обучението му по иконопис в България и в Сърбия и служението му до кончината на св. Серафим, от постъпването му в Рилския манастир и дейността на Рилското ателие до създаването на частно ателие през 1960 г., от пътуването в Русия през 1962 и изписването на храмове и икони в България до реемигирането в Германия през 1967, неговата работа и изяви в Европа до следващото реемигриране през 1975, когато вече е болен и работата в Канада до кончината му през 1981 г. Предстои издирване и датиране на множеството негови произведения, което ще позволи периодизацията на това значително по качество и обем на сюжетите иконописно творчество. На този етап, според най-известните му произведения в България, може да се каже, че иконописният му художествен стил е оригинален и разпознаваем, въпреки строгото придържане към иконографските канони. В своите ателиета през годините, Шелехов изпълнява напълно канонична иконопис като се придържа до перфекционизъм към утвърдени иконописни образци и принципи и приучава на тази акуратност своите ученици. В същото време, с упорит труд, той успява да развие благочестиво дързновение да създава оригинални индивидуализирани образи, цветови и композиционни решения, които изгражда самостоятелно като следва и този висш принцип на иконописното църковно предание, който днес остава недостижим за повечето съвременни иконописци, но е споменат и обоснован в лекциите от 1952 г. Работата на Шелехов е с високо художествено качество, което прави реставрацията по-трудна и отговорна, но въпреки това повечето му стенописи днес са вече реставрирани или в процес на реставрация; загубите и повредите на части от тях са малко – напр. в северозападната долна част на църквата в Кокаляне – композицията Архангелски събор и в югоизточната част на църквата в Красна поляна, където мазилката с един от големите херувими пред иконостаса днес е изцяло разрушена. Както става ясно при реставрацията на храм „Възкресение Христово“ извършена от Гълъб Гълъбов, Шелехов стенописва в казеиновата техника, описана подробно в записките от курса през 1952 г. и вероятно тя не е фрескова, а секо, въпреки че стенописта, особено в Руската църква и по засводения и почистен до средата каратаван в наоса на църквата св. Димитър изглежда като фреско – по стените на св. Димитър, където е възможно да е работено в друга техника, виждаме и дълбоко гравирана графия. Възможно е в Руската църква и по свода на св. Димитър и в постницата да е работено с органичен пълнител на последния слой шпакловка, а в Кокаляне и Възкресение със синтетичен, тъй като там стените са по-гладки и в късния период има такава тенденция, но това предстои тепърва да се изясни от проучванията на реставраторите. В наръчника по технология Шелехов не се занимава подробно със стенопис, но описва как изпълнява кавалетните икони с класическа яйчена темпера като работи на хоризонтално лежаща плоскост чрез разливане на цветните петна. Неговият син и ученик днес уточнява, че това е особено характерно при по-малките образи, докато при по-големите образи се прилага и щрих. Колоритът в произведенията на Шелехов е ясен и неподправен, типажите са характерни и може да се каже, че постепенно доближават българските, но принципно се приема, че са близки повече до руската старообредческа традиция и древната новгородска и московска иконопис, отколкото до българското възрожденско изкуство, но сякаш вдъхновени и от шедьоврите на сръбската и македонската стенопис, например в Курбиново.
Последователите на Шелехов, чиито стенописи и икони днес могат да се видят в притвора на криптата на Руската църква, в олтарната част и на източната фасада на храм „Успение Богородично“ в кв. „Бъкстон и в Покровския манастир в кв. „Княжево“ работят също така прецизно и всеотдайно, макар и не с този размах. Създадените от тях иконописни изображения са също така фини, макар и в по-пастелни и приглушени тонове, изградени почти живописно чрез нанасяне на цвета с много велатури, в техника по-близка до акварела, която придава необходимата ефирност така, че материалността да не тежи и да изтъква духовното излъчване чрез ориентиране на рисунката и светлините на иконописен принцип. Композициите са изпълнени от много фигури събрани плътно в светийските сонмове, а детайлът в стенописта в близкия обсег на вярващите е разработен съвсем близо до стила на преносимите икони без стилизацията да отнема от тяхното качество. Въпреки приемствеността, оригиналният иконописен стил на Шелехов е неподражаем и сякаш по-динамичен и различен от обикновеното за времето си и в съвременността. Ликовете, както при всеки иконописец, носят в основата си отпечатък от характера на самия лик на автора и от типажите в най-близкото му обкръжение, но изпълнени със съдържание вече изглеждат „сякаш не от този свят“. Фигурите са представени раздвижено, с характерна поза, жест, украса, дори, когато са напълно фронтални или второстепенни – динамика, която не се среща при другите изтъкнати традиционни руски църковни автори в България (български академични възпитаници или не), както не се среща и през последните десетилетия – в иконописта вдъхновена от българското белоемигрантско духовно наследство още от забележителните проучвания на Кондаков и Грабар у нас.
Ако може да се каже, че Шелехов основава иконописна школа в България, негови видни последователи са сестрите от Княжевския девически манастир, начело с покойната инокиня Магдалина Начева и ръководения от нея екип, създал през 2004 г. стенописите в криптата на руската църква „Свети Николай“ в София  и отличен с наградата на Съюза на архитектите в България. Групата сестри-иконописки впоследствие преминава от българската към сръбска старостилна общност и днес работи в манастир край Калотина. В проучванията за малкия подземен храм, в който се събират поклонници при саркофага с нетленните мощи на светеца се споменава, че научните данни за това свято място са оскъдни и повечето литература разкрива предимно духовната гледна точка и особеностите на религиозните общности свързани с него. Вероято по тази причина никъде не е указано отсъствието в стенописа на изображението на манастира и Успенския храм непосредствено пред фигурата на св. Серафим, както и на неговия ореол, които виждаме на репродукцията на корицата на книгата за историята на манастира и чиито очертания откриваме на стената като графия. Също така в най-новите проучвания на историята на българската иконопис през миналия век не се упоменава заличаването на стенописите в Успенския храм, вероятно поради несъответствие с по-традиционните естетически и духовни критерии за изографисване.
Сред миряните иконопсици последователи на Шелехов чрез манастирската школае Малин Димов , автор на иконостасни икони и съавтор на стенопис в манастир „Свети Дух“ в кв. „Малинова Долина“ в София и на иконостаса на Копиловски манастир „Благовещение на Пресвета Богородица“, съавтор на стенописи в Овчекупелски манастир „Света Троица“. В Княжевския манастир, в църквата „Успение Богородично“ и някои от храмовете изградени след 1993 г. към БСПЦ работят и някои известни съвременни художници, които се придържат към същия или близък до утвърдения там стил и включват в работата си нови технологии.
Иконописецът Николай Шелехов продължава древната зографска църковна традиция в трудното историческо време на миграциите на двадесети век като преодолява житейските ограничения и ни оставя пример за коректност към преданието в църковното изкуство и образец на приложение на човешкия художествения талант в творби с качество и духовност съответстващи на светостта на високото иконописно призвание.